# Crimineel Wetboek voor het Koningrijk Holland
Het Crimineel Wetboek voor het Koningrijk Holland was een strafwetboek dat gold van 1809 tot 1811 voor het Koninkrijk Holland. Het Crimineel Wetboek wordt gezien als de eerste centrale codificatie van het strafrecht in Nederland.
Voor de invoering van het Wetboek verschilde het strafrecht per regio, waardoor er grote verschillen ontstonden. Het Crimineel Wetboek maakte hier een eind aan, door voor het eerst voor het hele gebied van Nederland één strafwetboek in te voeren. Het Wetboek kent zijn oorsprong in de Staatsregeling van 1798. Artikel 28 van de Staatsregeling bepaalde dat er binnen twee jaar een strafwetboek moest komen voor de gehele republiek. Na enige vertraging werd het Wetboek alsnog in 1809 ingevoerd door Koning Lodewijk Napoleon.
Na de inlijving van het Koninkrijk in het Eerste Franse Keizerrijk werd het Crimineel Wetboek in 1811 vervangen door de Code pénal.